# Kobalt(II)sulfaat
Kobalt(II)sulfaat (CoSO4) is een hygroscopisch kobaltzout van zwavelzuur. De stof komt voor als rode kubische kristallen, die goed oplosbaar zijn in water. Kobalt(II)sulfaat komt ook voor als monohydraat, hexahydraat en heptahydraat. Dit laatste is niet rood maar eerder paars van kleur.

## Natuurlijk voorkomen
Kobalt(II)sulfaat is een natuurlijk voorkomende verbinding. Een aantal hydraten komt voor als mineralen:
- biebieriet: CoSO4 · 7H2O
- moorhouseiet: (Co,Ni,Mn)SO4 · 6H2O
- aplowiet: (Co,Mn,Ni)SO4 · 4H2O
- kobaltkieseriet: CoSO4 · H2O

## Synthese
Kobalt(II)sulfaat kan bereid worden door reactie van kobalt, kobalt(II)oxide, kobalt(II)hydroxide of kobalt(II)carbonaat en zwavelzuur:
{\displaystyle {\ce {Co + H2SO4 -> CoSO4 + H2}}}
{\displaystyle {\ce {CoO + H2SO4 -> CoSO4 + H2O}}}
{\displaystyle {\ce {Co(OH)2 + H2SO4 -> CoSO4 + 2 H2O}}}
{\displaystyle {\ce {CoCO3 + H2SO4 -> CoSO4 + H2O + CO2}}}

## Toepassingen
Kobalt(II)sulfaat wordt gebruikt als kleurstof voor porselein en glas, bij de synthese van andere kobaltverbindingen en als additief bij bodemmeststoffen en diervoeder.
Wanneer ammoniak wordt toegevoegd aan een oplossing van kobalt(II)sulfaat, dan slaat het paarse dubbelzout ammoniumkobalt(II)sulfaat (als hexahydraat) neer. Het is hierin vergelijkbaar met de overeenkomstige ijzerverbinding waarmee ammoniumsulfaat Mohrs zout vormt.

## Toxicologie en veiligheid
Kobalt(II)sulfaat is toxisch en mogelijk ook carcinogeen voor de mens. Het is door het IARC ondergebracht in klasse 2B.